# Barmishi
Barmishi (en georgiano: ბარმიში; en abjasio: Бармышь, romanizado: Barmysh) es un pueblo que pertenece a la parcialmente reconocida República de Abjasia, parte del distrito de Gudauta, aunque de iure pertenece al municipio de Gudauta de la República Autónoma de Abjasia de Georgia.

## Geografía
Barmishi se encuentra situado a 11 km al noroeste de Gudauta. Limita con los montes de Bzipi en el norte, Blaburjva en el oeste; Otjara por el este y hacia el sur está Mugudzirjva.

## Demografía
La evolución demográfica de Barmishi entre 1886 y 2011 fue la siguiente:
| 684                                                 | 483 | 748 | 584 | 390 |
| (Fuente: Population of Abkhazia since Soviet times) |     |     |     |     |

La población ha sufrido un descenso importante de la población desde los años 60, acentuado por la guerra. Actualmente, y también en el pasado, la inmensa mayoría de la población son abjasios.
|              | 2011      | 2011       |
| Grupo étnico | Población | Porcentaje |
| ------------ | --------- | ---------- |
| Georgianos   | 0         | 0%         |
| Abjasios     | 389       | 99,7%      |
| Rusos        | 1         | 0,3%       |
| Total        | 390       | 100%       |

## Infraestructura

### Transporte
La carretera que conecta Rusia con Sujumi cruza el pueblo.